# Yūji Ide
Yūji Ide (井出 有治 Ide Yūji?,  Saitama, Región de Kantō, Japón, 21 de enero de 1975) es un piloto de  automovilismo japonés. A nivel nacional, participó en el Campeonato de Fórmula 3 Japonesa, fue subcampeón de la Fórmula Nippon en 2005 y ganador de los 1.000 km de Suzuka en 2010. Compitió en Fórmula Uno con el equipo Super Aguri en 2006, pero fue degradado a tercer piloto tras cuatro carreras y posteriormente perdió su Superlicencia FIA.

## Trayectoria

### Inicios en Japón y Europa
Empezó su carrera en el karting en 1990 ganando algunos títulos en algunos campeonatos en años siguiente. Compitió en la Fórmula 3 Japonesa entre 1994 y 2001 llegando subcampeón en el 2000, además de competir en algunas ediciones del Gran Premio de Macao llegando quinto en 2001 como mejor resultado.
Compitió por primera vez en el Campeonato Japonés de Gran Turismos (JGTC) en 1999 logrando el subcampeonato en la clase GT300 en ese año. Después llega a disputar la Fórmula 3 Francesa y la Copa Europea de Fórmula 3 en 2002, quedando séptimo y sexto, respectivamente. En el año siguiente ingresa a la Fórmula Nippon llegando séptimo en el campeonato, además de competir también en ese año en JGTC quedando cuarto en ese año con dos victorias en la clase GT500 con el equipo Impul.
En 2004, Ide fue tercero en la Formula Nippon con una victoria mientras que en la JGTC, llegó undécimo en el campeonato en la clase GT500 con una victoria ambas categorías con el equipo Impul. En el año siguiente, Ide se concentra más en la Fórmula Nippon logrando el subcampeonato con dos victorias mientras que en Super GT (exJGTC) queda en la misma posición en el campeonato como el año pasado aunque sin victorias.

### Salto a Fórmula 1
A la edad de 31 años, Ide se convirtió en uno de los novatos más veteranos de la Fórmula 1 cuando consiguió un asiento en Super Aguri para la temporada 2006, en parte debido a la aspiración de Super Aguri de formar un equipo exclusivamente japonés. Ide conocía a Aguri Suzuki desde hacía tiempo, según un comunicado de prensa, sin embargo, el acoplamiento de Ide con el equipo tuvo algunos problemas por su falta de dominio del Inglés.
En su carrera de debut en el Bahréin, Ide quedó significativamente por detrás de su más experimentado compañero de equipo Takuma Satō y no pudo terminar. En la siguiente carrera, en el Malasia, se retiró tras 33 vueltas. Durante la clasificación del Gran Premio de Australia, Ide fue culpado de bloquear a Rubens Barrichello durante su vuelta de clasificación, provocando que el brasileño se quedara atascado en la primera ronda de clasificación y saliera 16º en la parrilla. Ide terminó 13º en la carrera, dos vueltas por detrás. Su fin de semana en Melbourne fue notable por una serie de trompos, y el director del equipo Aguri Suzuki sugirió posteriormente que el asiento de Ide no era seguro si sus actuaciones no mejoraban.
En el Imola, Ide provocó un accidente en la primera vuelta con Christijan Albers que puso al holandés en una serie de vuelcos que terminaron con el coche de Albers boca abajo. Ide fue reprendido por los comisarios y advertido sobre su conducta futura. Aguri Suzuki dijo: «No ha hecho suficientes pruebas porque no entiende cómo usar el coche».
El 4 de mayo de 2006, Super Aguri anunció que Ide sería descartado para el próximo Gran Premio de Europa en Nürburgring, siguiendo el consejo de la FIA de que necesitaba más experiencia. Fue sustituido por el tercer piloto del equipo Franck Montagny. Ide fue degradado al asiento de Montagny como tercer piloto.

El 10 de mayo de 2006, la FIA revocó la Superlicencia FIA de Ide, lo que significaba que ya no podría competir en la F1 durante la temporada 2006. Un comunicado de Super Aguri decía que «Aguri Suzuki y A.Company (Japón) seguirán buscando oportunidades de pilotaje para Yuji y, con suerte, un camino de vuelta a la Fórmula 1».

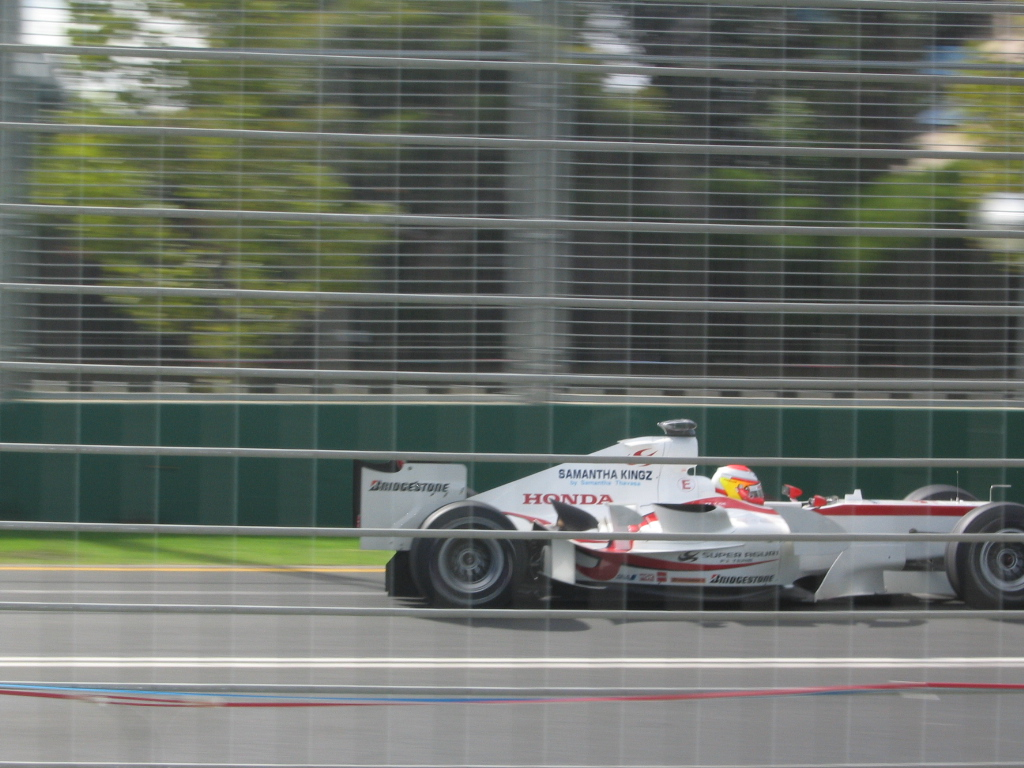
Yuji Ide corriendo con Super Aguri en el Gran Premio de Australia de 2006.

### Vuelta a su país
Después de que le quitaran la Superlicencia, Yuji volvió a su país natal para volver a competir en la Fórmula Nippon y Super GT, inicialmente para aumentar su experiencia e intentar volver a la F1. En su regreso en las competiciones de monoplazas locales, Ide logró un podio en el 2007 en Suzuka con el equipo Autobacs en cual también es propiedad de Aguri Suzuki, mientras que en Super GT logró una victoria en el mismo circuito en el 2010 en clase GT500 también en el mismo equipo.
Abandonó la Fórmula Nippon ese año, y siguió en la clase GT300 del Super GT ya fuera de Honda, compitiendo de manera parcial.
En 2020, Ide fue campeón de la clase ST-TCR del Super Taikyu Series junto a Tadao Uematsu y Shintaro Kawabata, pilotando un Honda Civic Type R TCR.

## Resultados

### Fórmula 1
(Clave) (negrita indica pole position) (cursiva indica vuelta rápida)

| Año     | Escudería           | 1       | 2       | 3      | 4       | 5   | 6   | 7   | 8   | 9   | 10  | 11  | 12  | 13  | 14  | 15  | 16  | 17  | 18  | Pos. | Puntos |
| ------- | ------------------- | ------- | ------- | ------ | ------- | --- | --- | --- | --- | --- | --- | --- | --- | --- | --- | --- | --- | --- | --- | ---- | ------ |
| 2006    | Super Aguri F1 Team | BHR Ret | MYS Ret | AUS 13 | SMR Ret | EUR | ESP | MON | GBR | CAN | USA | FRA | GER | HUN | TUR | ITA | CHN | JPN | BRA | 25.º | 0      |
| Fuente: |                     |         |         |        |         |     |     |     |     |     |     |     |     |     |     |     |     |     |     |      |        |